# Исабела (остров, Галапагос)
Исабе́ла (А́лбемарл) (исп. Isla Isabela, Albemarle) — самый крупный из островов архипелага Галапагос.
Остров назван по имени королевы Изабеллы Кастильской, которая поддержала путешествие Колумба в Америку. На юго-востоке острова расположен город Пуэрто-Вильямиль, третий по величине поселения провинции Галапагос и административный центр кантона Исабела. Единственный остров архипелага, пересекаемый линией экватора.

## Интересные факты
На острове находятся шесть вулканов, пять из которых — активные: Дарвин, Вулф, Альседо, Серро-Асуль и Сьерра-Негра. Высшая точка — вулкан Вулф (высота 1707 метров).

## Галерея

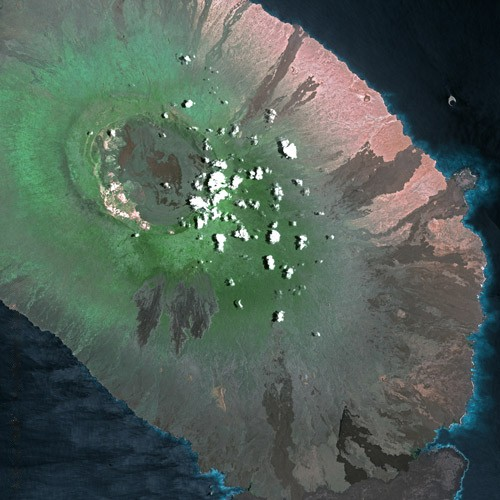
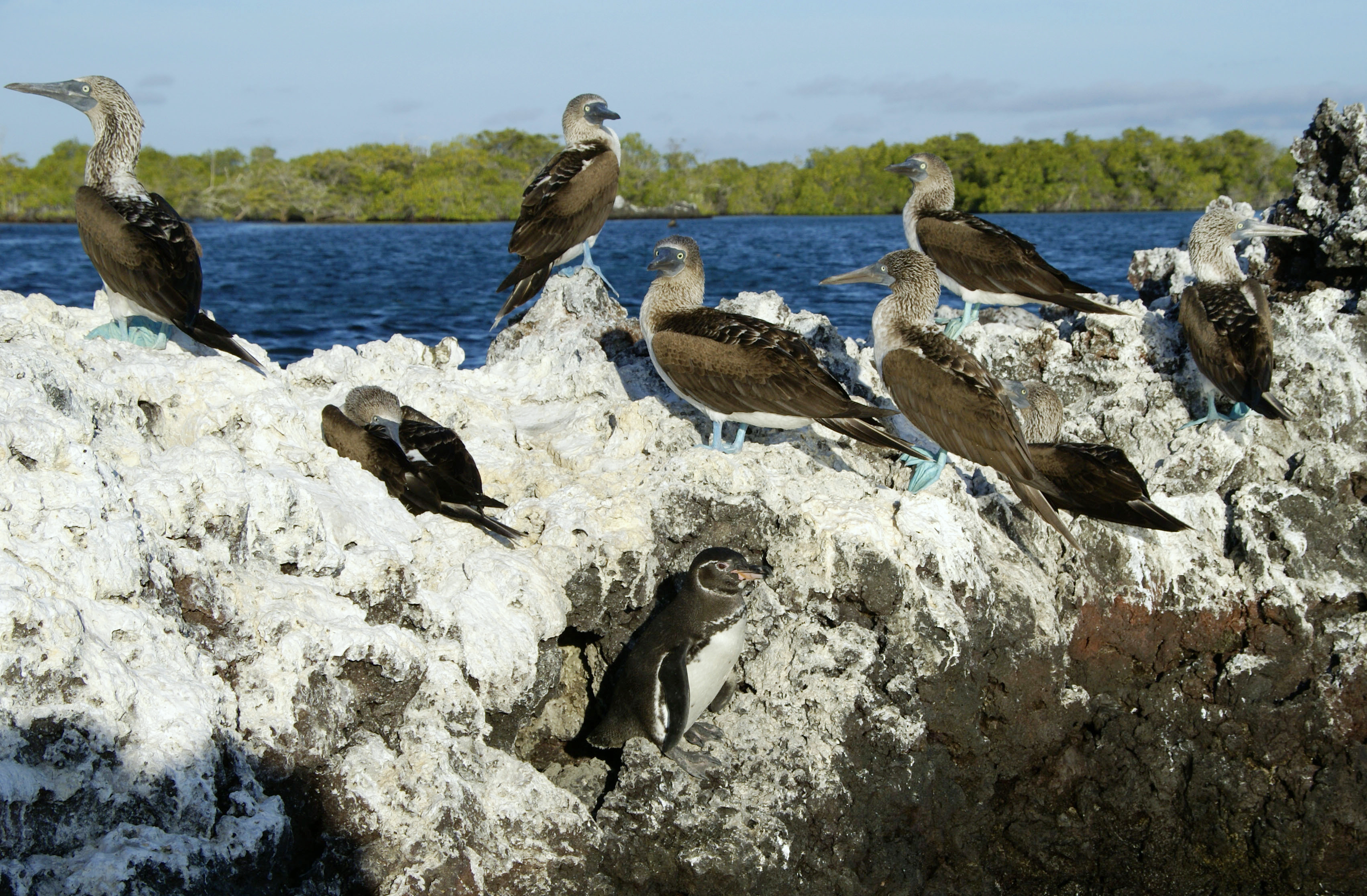